# Горована товстодзьоба

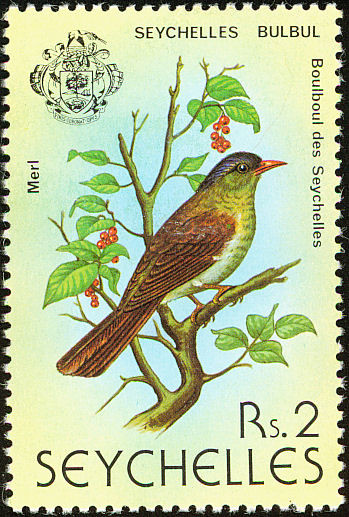
Поштова марка із зображенням товстодзьобої горовани

Горована товстодзьоба (Hypsipetes crassirostris) — вид горобцеподібних птахів родини бюльбюлевих (Pycnonotidae). Ендемік Сейшельських Островів.

## Опис
Довжина птаха становить 24-25 см. Самці важать 83,2 г, самиці 74,4 г. Забарвлення у самців і самиць подібне, переважно оливково-сіре. На тімені короткий чорний чуб, який може ставати дибки. Міцний дзьоб і лапи оранжево-червоні.

## Поширення і екологія
Товстодзьобі горовани мешкають на більшості островів Сейшел, зокрема на островах Мае, Праслен, Ла-Діг і Силует. Живуть в різноманітних природних середовищах, однак віддають перевагу місцям, де ростуть кокосові пальми, тоді як в населених пунктах зустрічаються рідше.

## Поведінка
Товстодзьобі горовани соціальні, живуть парами, сімейними групами або невеликими зграйками. Моногамні, під час сезону розмноження демонструють територіальну поведінку, захищаючи гніздову територію, площа якої може становити 200 м в діаметрі. Непроханих гостей горовани відганаяють гучними криками.

### Розмноження
Початок сезону розмноження припадає на початкок сезону дощів (з жовтня по січень), хоча загалом товстодзьобі горовани можуть розмножуватись протягом всього року. Гніздо робиться з пальмових волокон, листя, хмизу і моху, і розміщується на дереві, в розвилці гілок, на висоті понад 10 м над землею. В кладці 2 білуватих яйця, поцяткованих темними плямками, однак зазвичай виживає лише одне пташеня. Інкубаційний період триває 15 днів, пташенята покидають гніздо на 21 день. Пташенята залишаються поряд з батьками ще деякий час.

### Раціон
Товстодзьобі горовани є всеїдними. Вони живляться плодами, квітками, яйцями і комахами, яких шукають серед листя або ловлять в польоті.